# Wieża Jana III Sobieskiego na Wawelu
Wieża Jana III Sobieskiego – jedna z czterech wież Zamku Królewskiego na Wawelu zajmująca północno-zachodni narożnik.  

## Historia
Wieża została zaprojektowana przez architekta królewskiego Giovanniego Trevano, podobnie jak wcześniej powstała bliźniacza wieża Zygmunta III Wazy położona nieco dalej obok Kurzej Stopki. Po pożarze zamku w 1595 na zlecenie króla Zygmunta III Wazy wzniesiono do 1603 roku Wieżę Zygmunta III Wazy, a do 1620 roku właśnie wieżę Jana III Sobieskiego. Wieża pierwotnie miała wysoki hełm widoczny na widoku autorstwa Wilhelma Hondiusa z 1649 roku, który w XVIII wieku zastąpiono obecnym niższym.
W latach 1912–1914 wymieniono więźbę i pokrycie hełmu wieży. W momencie rozpoczęcia remontu okazało się, że zarówno dach pokryty blacha cynkową jak i cała drewniana szkielet jest w złym stanie. Latem 1912 roku rozebrano dach wieży. Pracami przy restauracji zamku, a także wieży od 1905 roku kierował architekt b. dyrektor szkoły przemysłowej we Lwowie Zygmunt Hendel. W 1914 roku jego obowiązki przejął Ignacy Sowiński. Dach wieży został wykonany na wzór poprzedniego, pokryto go jednak blachą miedzianą. Roboty budowlane wykonali: majstrowie ciesielscy Leopold Karola i Kazimierz Zieliński, majster blacharski Władysław Stopiński i majster pozłotnik Zygmunt Wałaszek. Ukończono je latem 1914 roku umieszczając 17 sierpnia w gałce na szczycie hełmu nową ołowianą puszkę do której włożono dokumenty takie jak: Konstytucja W. M. Krakowa z 1818 roku i 1827 roku, dokument delegatów Towarzystwa Naukowego Krakowskiego z 1865 roku informujący o zawartości szklanego walca z 1827 roku (daty remontu wieży) i dokument Dyrekcji Inżynierii z tego samego roku świadczący o przeprowadzeniu remontu wieży i hełmu, egzemplarze Czasu I Nowej Reformy oraz monety austriackie z 1914 roku. Część tych dokumentów znaleziono  23 września 1912 roku po otwarciu żelaznej puszki umieszczonej w miedzianej gałce ze śladami złoceń.
Nazwę wieży nadano współcześnie dla upamiętnienia zasług króla Jana III Sobieskiego w odnowieniu zamku. 

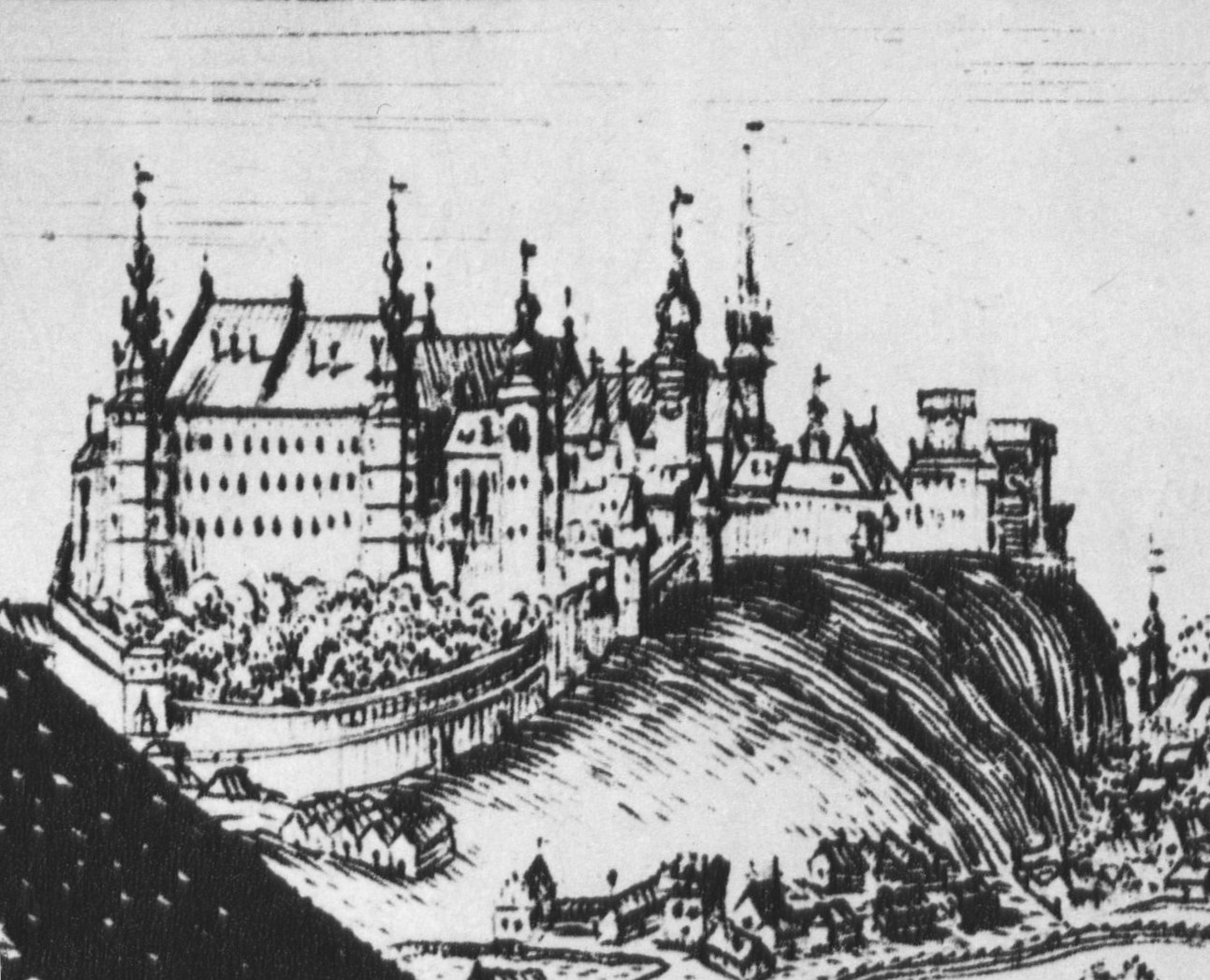
Wieża Sobieskiego w 1649 roku na widoku Hondiusa
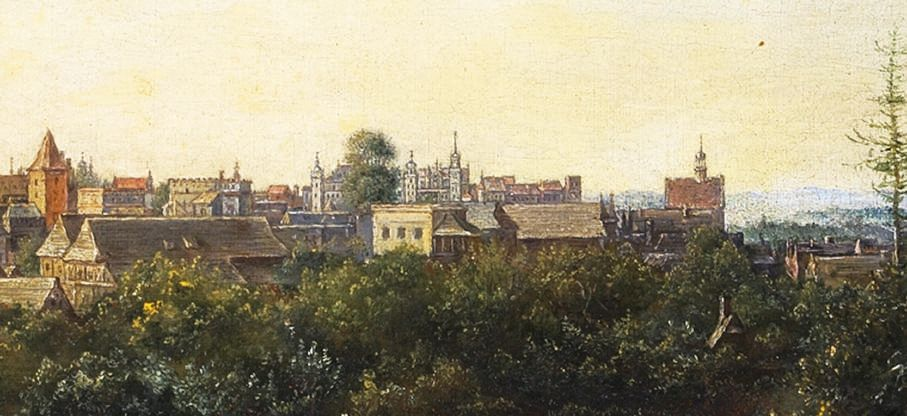
Wieża Sobieskiego w 1652 na widoku Libalta